# Kabwe (République démocratique du Congo)
Pour les articles homonymes, voir Kabwe (homonymie).
Kabwe est une localité dans le secteur de Muswaswa, territoire de Kazumba de la province du Kasaï-Central en République démocratique du Congo. Kabwe est située à près de 75 km de Kananga. Kabwe est née par l'action des missionnaires belges scheutistes qui, cherchant à implanter un petit puis un grand séminaire pour la formation des prêtres, s´installèrent un peu loin de la rive gauche de la rivière Luluwa. Kabwe est en fait le nom du premier autochtone qui, après son baptême, accompagna les missionnaires. La localité de Kabwe est plus connue pour ses deux grandes structures : le petit séminaire et le grand séminaire.

## Séminaires

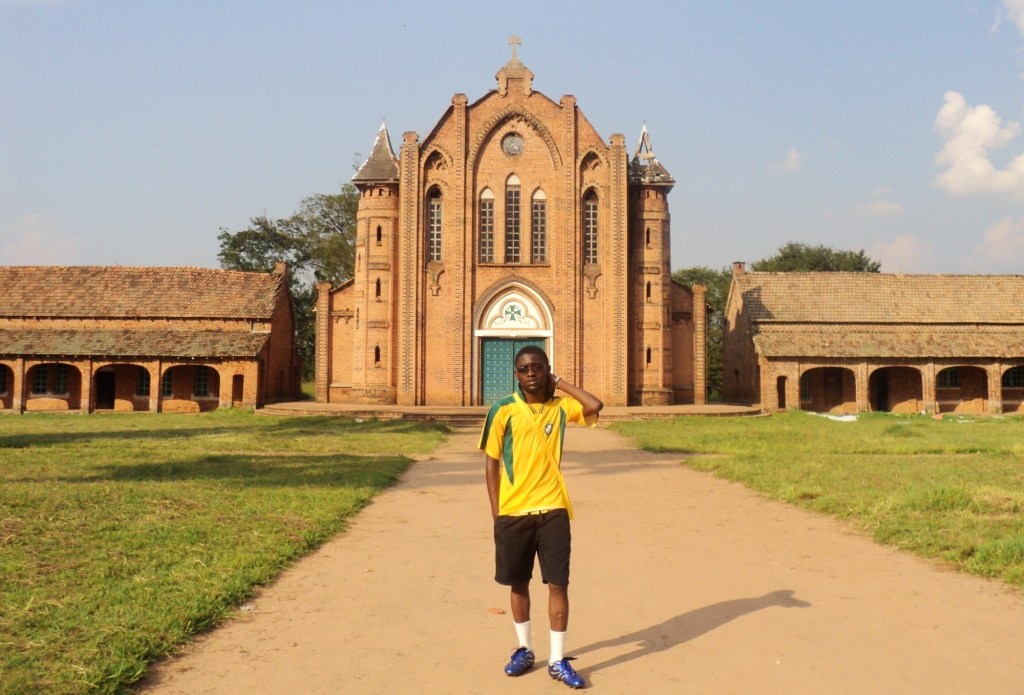
Petit Séminaire de Kabwe

Le Petit Séminaire sainte Thérèse de Kabwe fut fondé en 1928. Avec sa section littéraire et sa section scientifique, cette école a formé des nombreuses personnalités de la R.D. Congo comme le professeur Philémon Mukendi, Mgr Martin-Léonard Bakole wa Ilunga[réf. nécessaire] ou le gouverneur Jonas Mukamba Kadiata.
Le Grand Séminaire Philosophicum Christ-Roi de Kabwe fut fondé en 1934[réf. nécessaire]. Il a formé aussi des personnalités du pays, comme Joseph Kasavubu, premier président de la RDC, le cardinal Joseph Malula, le théologien François-Marie Lufuluabo Mizeka, le théologien Laurent Mpongo (qui a y également enseigné), ou le cardinal Laurent Monsengwo Pasinya.

## Personnalités de la ville
- Gaby Bamana, anthropologue et mongoliste universitaire.